# Strephonota jactator
Strephonota jactator is een vlinder uit de familie van de Lycaenidae. De wetenschappelijke naam van de soort werd als Thecla jactator in 1907 gepubliceerd door Hamilton Herbert Druce. De soort is bekend uit Paraguay.

## Synoniemen
- Thecla talboti Lathy, 1936